# Ianlá
Ianlá (em iorubá:  iyánilá; lit. Grande Mãe), na religião iorubá, é uma força espiritual comum que lhes dá acesso a ambas as forças da natureza e da sabedoria de seus antepassados. Eles acreditam que este Orixá é a fonte da vida, e que o seu objetivo principal é a manutenção da harmonia social. Eles acreditam que os seguidores dedicados vão ganhar "Iuapelê", dando-lhes uma conexão com seus primeiros antepassados. De acordo com suas crenças, Iá Ajé é capaz de curar, amaldiçoar, ou causar a justiça retributiva sobre quem desrespeita a maternidade.